# Acetylacetonát kobaltitý
Acetylacetonát kobaltitý, zkráceně Co(acac)3, je kobaltitý komplex s acetylacetonátovými (acac) ligandy, patřící mezi acetylacetonáty kovů. Jedná se o zelenou, diamagnetickou, pevnou látku, rozpustnou v organických rozpouštědlech a nerozpustnou ve vodě; její rozpustnosti v organických rozpouštědlech se využívá při přípravách homogenních katalyzátorů.

## Struktura
Struktura tohoto komplexu, určená pomocí rentgenové krystalografie, obsahuje tři acac ligandy bidentátně navázané na kobalt, čímž vzniká oktaedrický komplex. Látka je izomorfní s acetylacetonátem železitým, manganitým a hlinitým. Tyto komplexy mají D3 symetrii, jsou tak chirální a často je lze rozdělit na jednotlivé enantiomery.

## Příprava a reakce
Acetylacetonát kobaltitý se připravuje reakcí uhličitanu kobaltnatého s acetylacetonem za přítomnosti peroxidu vodíku.
Co(acac)3 může vstupovat do elektrofilních aromatických substitucí, ve kterých jsou protony na centrálním uhlíku nahrazovány různými elektrofily (Me = methyl):
Co(O2C3Me2H)3 + 3 NO2+ → Co(O2C3Me2NO2)3 + 3 H+